# فرودگاه شهرستان کویاهوگا
فرودگاه شهرستان کویاهوگا (به انگلیسی: Cuyahoga County Airport) (به زبان بومی: Robert D. Shea Field) یک فرودگاه همگانی با کد یاتا CGF است که یک باند فرود آسفالت دارد و طول باند آن ۱۵۵۵ متر است. این فرودگاه در شهر کلیولند کشور ایالات متحده آمریکا قرار دارد و در ارتفاع ۲۶۷٫۹ متری از سطح دریا واقع شده‌است.